# Jules Guérin
Jules Guérin (Madrid, 14 settembre 1860 – Parigi, 12 febbraio 1910) è stato un giornalista francese.
Fu tra i più noti e popolari esponenti dell'antisemitismo francese di fine XIX secolo.

## Biografia
Membro di spicco della Lega antisemitica di Francia, nel 1896 fondò il settimanale della L'Antijuif. Negli anni in cui la Francia era attraversata da un'ondata di antisemitismo e l'opinione pubblica era profondamente divisa sull'affare Dreyfus, Guérin indisse numerose manifestazioni contro gli ebrei ed i dreyfusardi, ovvero i sostenitori dell'innocenza di Alfred Dreyfus. Non avendo ottenuto il sostegno politico dei radicali e dei socialisti si avvicinò ai monarchici proclamandosi contro l'ordinamento repubblicano ricevendo così i finanziamenti del duca di Orléans.
Nel 1899 Guérin trasformò la Lega antisemitica in Grande Occidente di Francia in chiave antimassonica. Nell'agosto dello stesso anno fu incriminato per complotto contro la sicurezza dello stato insieme Paul Déroulède, fondatore della Lega dei patrioti, associazione alla quale lo stesso Guérin era affiliato. Dopo essersi rifiutato di consegnarsi alle autorità, si trincerò insieme ad un gruppo di seguaci armati nella sede del Grande Occidente di Francia, in rue Chabrol a Parigi. La vicenda, che si protrasse per 38 giorni e passò alla storia francese come Fort Chabrol, si svolse mentre a Rennes si celebrava il processo d'appello a Dreyfus. Una volta consegnatosi alla polizia Guérin fu processato dall'Alta Corte e condannato a dieci anni di reclusione. L'anno seguente la pena fu commutata in dieci anni d'esilio.

## Media
Nella miniserie televisiva Paris Police 1900 Jules Guérin è interpretato da Hubert Delattre.